# Cais Pharoux

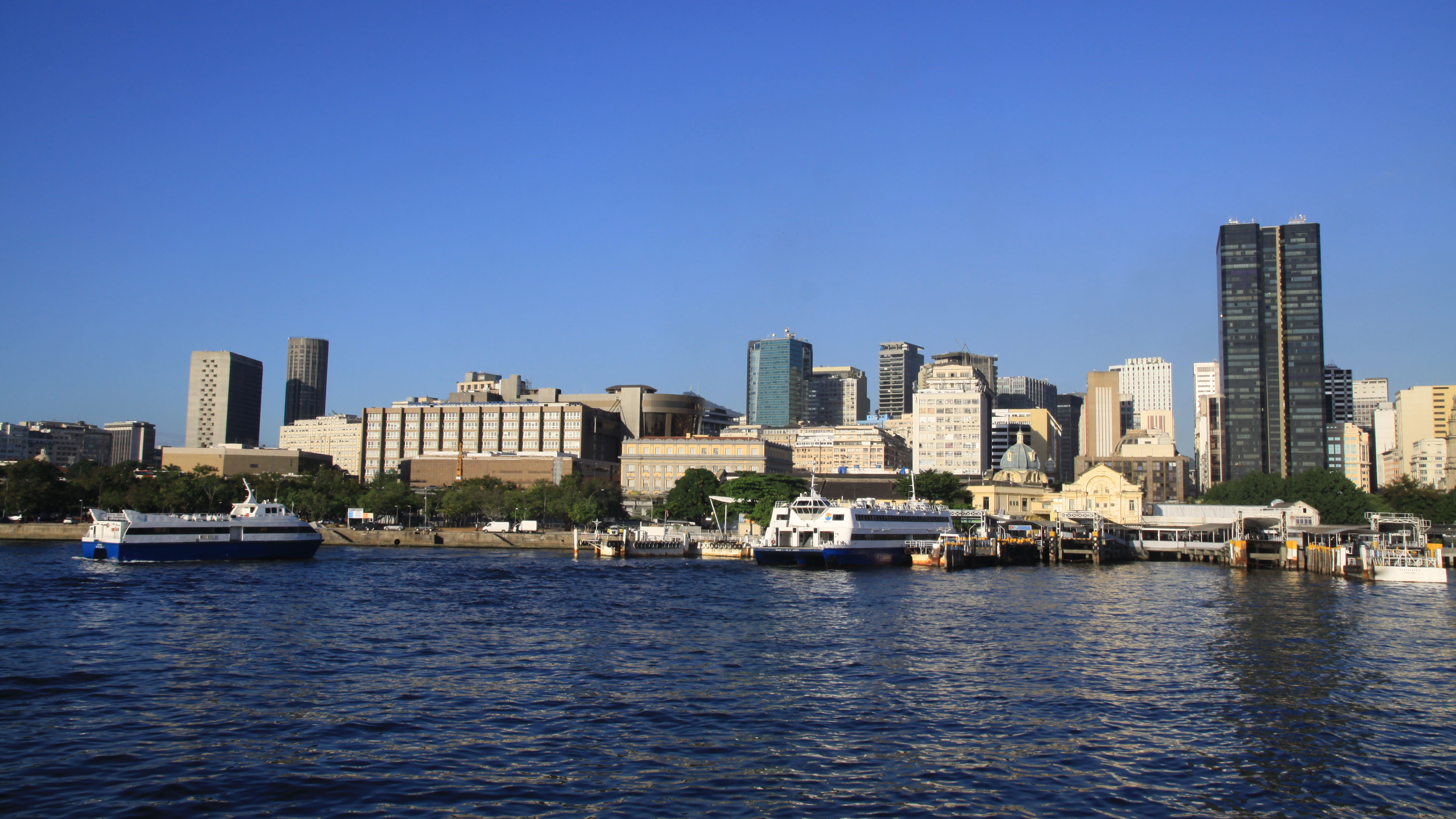
Cais da Praça Quinze de Novembro (Cais Pharoux).

Cais Pharoux é o edifício de onde atualmente saem as partidas das barcas que fazem a ligação entre o Rio de Janeiro (Praça XV) e Niterói, Paquetá, Charitas e Cocotá (Ilha do Governador). Construído em estilo neoclássico com materiais importados da França e Boêmia, ele era o ponto de partida para as viagens da Família Imperial brasileira para suas casas de veraneio, em Petrópolis, através de uma ligação ferromarítima.
Hoje, tombado pelo IPHAN, o edifício é passagem obrigatória para cerca de sessenta mil pessoas que usam os serviços da Barcas S.A.
«Quando Mr. Pharoux chegou ao Rio de Janeiro, em 1816, era ainda bem moço. Vinha de França. Muito a esse Mr. Pharoux devemos. Muito. Devemos-lhe, por exemplo, a ideia da criação do primeiro hotel, com certo aspecto de grandeza e decoro, instalado entre nós, o erguido no prédio que existia no ângulo da Rua Clapp com a Praça Quinze, e que, em 1901, mostrava, em letras colossais, sobre a fachada, este letreiro: Casa de Saúde do Dr. Cata Preta. Era um imóvel de proporções avantajadas, olhando para o mar. Logrou Mr. Pharoux, entre nós, notável simpatia e larga popularidade. Rico e cansado, muito tempo, depois, vendeu o seu hotel. E foi morrer em França, isso pelo ano de 1868.» O nome do cais deve-se a este francês.
Da fusão da Companhia das Barcas Ferry com a Empresa de Obras Públicas do Brasil, organizou-se, em 1º de outubro de 1889, a Companhia Cantareira e Viação Fluminense, que passou a explorar o abastecimento d’água de Niterói, o serviço de bondes na mesma cidade (tração animal) e a navegação a vapor entre o Rio de Janeiro e a capital fluminense. Na administração do Visconde de Moraes (1903 a 1908), realizou a Cantareira grandes melhoramentos, como a construção de novos flutuantes para facilitar o embarque e desembarque dos passageiros; substituição das velhas barcas por outras mais rápidas e mais confortáveis; construção das novas estações do Cais Pharoux e da Praça Martim Afonso; eletrificação dos bondes de Niterói, etc.
O Governo do Marechal Hermes da Fonseca (1910-1914), sendo Ministro da Viação e Obras Públicas o Dr. Barbosa Gonçalves, pensou em dar complemento ao Cais com outro rumo: O prolongamento se faria pelo canal da Ilha das Cobras, Doca da Alfândega, Pharoux, até Ponta do Calabouço, extremidade oriental do antigo Arsenal de Guerra; o Arsenal de Marinha passaria para a Ilha das Cobras, aumentada de 60.000 m2; a Avenida do Cais emendaria, assim, com a Avenida Beira mar, em Santa Luzia, oferecendo um passeio de 12 km., desde Botafogo até a Ponta do Caju.
Vale observar que o cais Pharoux, no centro do Rio, hoje é conhecido como Praça Quinze, onde, recentemente, recuperaram-se as escadarias utilizadas para o embarque para a Ilha Fiscal.
A atual Rua Cais Pharoux contorna a Praça Marechal Âncora, adjacente à Praça Quinze de Novembro, pelo lado da Baía de Guanabara.